# Hendécasyllabe phalécien
L’hendécasyllabe phalécien est un vers de onze syllabes, constitué d'un spondée, suivi d'un dactyle, puis de trois trochées. Il doit son nom au poète grec Phalaecos, auteur d'épigrammes de l'époque hellénistique, qui l'a utilisé, mais n'en est pas l'inventeur.

## Description et emploi
Le schéma métrique de l'hendécasyllabe phalécien est : – – | – ∪ ∪ | — ∪ |  — ∪ |  — ∪. Le spondée initial peut être remplacé par un trochée ou un iambe, ce qui revient à dire que les deux premières syllabes sont indifférentes. Le dactyle est parfois remplacé par un autre spondée.
Un autre schéma métrique qui est proposé pour ce vers est le suivant : – – | – ∪ ∪ — | ∪ — ∪ — ∪. Là encore, le spondée initial peut être remplacé par un trochée ou un iambe. Ce schéma met en évidence le groupe central (deux longues encadrant deux brèves) qui a la forme d'un choriambe. Ce groupe central est caractéristique de la métrique éolienne. « La métrique éolienne, qui est assurément une métrique quantitative, n'est cependant pas fondée sur la notion de pied, c'est une métrique syllabique. »
Dans la poésie grecque, on le trouve dès l'époque archaïque chez la poétesse Sappho, puis chez Anacréon, et il est courant dans la poésie alexandrine (par exemple chez Callimaque et Théocrite).
Dans la poésie latine, ce vers est très présent : on le rencontre chez Varron (Satires Ménippées), Furius Bibaculus et surtout Catulle, dans les Priapées, chez Martial, où il représente plus de 15% de la totalité des vers utilisés par le poète, chez Stace (Silves), plus tard chez Ausone et chez de nombreux poètes néo-latins comme Giovanni Pontano, Étienne Dolet, Théodore de Bèze ou Jean Bonnefons.
Ce vers est particulièrement employé dans les épigrammes.